# Édith Piaf
 Der er for få eller ingen kildehenvisninger i denne artikel, hvilket er et problem. Du kan hjælpe ved at angive troværdige kilder til de påstande, som fremføres i artiklen.

Édith Piaf født Édith Giovanna Gassion (født 19. december 1915 i Paris, død 10. oktober 1963 i Grasse) var en af Frankrigs mest elskede sangerinder.
I løbet af sin karriere fik hun kælenavnet "La Môme Piaf" ("Spurven"), og hun var varieté- og koncertsangerinde. Hun huskes for evergreens som "La vie en rose", "Non, je ne regrette rien", "Hymne à l'amour", "Mon légionnaire" og "Milord". Hun var en personlighed ud over det sædvanlige, inspirerede mange sangskrivere, var mentor for mange unge kunstnere og nød international anerkendelse på trods af alvorlige psykiske problemer. Piaf var foruden sanger også teater- og filmskuespiller.
Hun var gift to gange: med Jacques Pills 1952-57 og med Théo Sarapo fra 1962.

## Tidlige liv og karriere

### Barndommen
Édith Piaf blev født 19. december 1915 i Paris. Den senere stjerne blev født i fattigdom som datter af Louis Alphonse Gassion Français, cirkusakrobat fra Calvados i Normandiet, og Annetta Maillard (1895-1945), som var gadesangerinde. Rygtet siger, at hun blev født på fortovet under en gadelygte ud for Rue de Belleville 72 i Paris – men det er nok fødselsattesten, der fortæller sandheden: at hun blev født på et sygehus i samme bydel. Hun er opkaldt efter den engelske sygeplejerske Edith Cavell, som blev henrettet under første verdenskrig for at hjælpe franske krigsfanger med at flygte fra tysk fangenskab.
Hendes mor havde ikke mulighed for at opfostre datteren og betroede hende til sin mor, Aïcha Saïd Ben Mohammed (1876-1930), som var algerier. Piafs bedstemor var alkoholiker og tog sig ikke af hende, men lod den lille pige gå for lud og koldt vand. Hun fik rødvin i sutteflasken.
Efter at den lille Édith Piaf i 18 måneder havde levet under disse skrækkelige forhold, kom hendes far hjem på orlov fra fronten og betroede hende til sin mor, som var bordelmutter i Bernay i Normandiet. Her blev den lille pige passet af de prostituerede og kunne for første gang spise sig mæt. Hun gik i flotte kjoler og drak den sunde komælk fra Normandiet.
I 7-8 års alderen var hun ved at miste synet som følge af en hornhindebetændelse. Bedstemoren, som selv var blevet helbredt for lidelsen gennem bøn, besluttede at rejse til den hellige Therese Martins grav ved Lisieux med sine piger for at søge helbredelse for den lille. Piaf fik hver aften en bandage med hellig jord fra graven for øjnene, og efter otte dage blev hun helbredt. Hun bevarede resten af sit liv stor hengivenhed for den hellige Therese.
Da hendes far blev hjemsendt efter krigen, flyttede hun tilbage til ham, og de levede et fattigt liv som cirkusartister. Det var mindet om hendes mor, der havde sunget på gaden sammen med hendes far, der hjalp hende til at opdage sit talent og sin usædvanlige stemme.
I februar 1933 fik hun i en alder af 17 år sit eneste barn, datteren Marcelle, med sin store kærlighed, Louis Dupont. Barnet døde af meningitis bare to år gammel.

### Kabaretsanger
I 1935 blev hun opdaget af Louis Leplée, som var direktør for kabareten "Le Gerny's" på Champs-Élysées. Leplée valgte hendes kunstnernavn "la Môme Piaf", som er slang for spurv. Piaf fik hurtigt succes. Hendes talent og usædvanlige stemme blev bemærket af bl.a. komponisten Raymond Asso. Komponisten og pianisten Marguerite Monnot, som blev hendes trofaste og nære veninde, akkompagnerede hende gennem hele hendes karriere og komponerede musikken til sange som "Mon légionnaire", "Hymne à l'amour", "Milord" og "Les amants d'un jour".
I 1936 indspillede Piaf sin første plade, Les Mômes de la cloche, hos Polydor og opnåede straks mediesucces. I april blev Leplée fundet dræbt i sin pariserlejlighed. Det viste sig, at han havde forbindelser til det kriminelle miljø i kvarteret Pigalle. Edith blev trukket med i skandalen og mediernes fordømmelse, og det sendte hende tilbage, hvor hun kom fra: gaden og de små ydmyge kabareter.
Hun genoptog kontakten med Raymond Asso, som blev hendes elsker og gav hende modet tilbage. Han opmuntrede hende og hjalp hende til at blive koncertsangerinde.

### Gennembruddet som stjerne
I marts 1937 begyndte Édith Piaf sin karriere i koncertsalen på ABC-teatret i Paris, hvor hun straks blev en feteret diva, elsket af publikum og kendt i radioen. Som stjerne i slutningen 1930'erne triumferede Piaf på teatrene i Paris. I 1940 optrådte hun sammen med skuespilleren Paul Meurisse i stykket Le bel indifférent, som Jean Cocteau skrev specielt til hende. Med Meurisse som medspiller indspillede hun i 1941 filmen Montmartre-sur-Seine af Georges Lacombe.
Under den tyske besættelse fortsatte hun med at give koncerter. Hun bidrog til modstanden mod den nazistiske besættelse ved at synge tvetydige sange. Hun sang underforstået om modstandsbevægelsen i sangen om en elsker ("Tu es partout") og forsvarede jødiske kunstnere mod tyskernes forfølgelse.
I foråret 1944 optrådte hun på Moulin Rouge, hvor også den helt unge sanger Yves Montand optrådte. Edith Piaf var som ramt af lynet, og hun, som selv er en berømt og moden kvinde, begyndte at indføre ham i branchens fiduser og i livet som kunstner. Hun hjalp ham i hans karriere og introducerede ham for tidens mest fremtrædende personligheder i miljøet.
Det var også det år, hvor Ediths far døde. Hun mistede sin mor året efter.
I 1945 skrev Piaf, uden den hjælp som hendes far kunne have givet, en af sine første sange: "La vie en rose", som hun dog ikke indspillede før 1946. Den er hendes mest berømte sang, som er blevet en klassiker.
I 1946 mødte hun Les Compagnons de la chanson, som hun indspillede "Les trois cloches" med. Den blev en stor succes. I 1947 tog hun med sine protegeer til USA for at give koncerter.

### Den internationale karriere
Hendes karriere i USA var tæt på at slutte, inden den overhovedet var kommet i gang. Publikum til de første forstillinger var utilfredse med ikke at kunne forstå sangene på fransk. Og da de efter forestillingerne stampede i gulvet og piftede, tog Piaf det som en fornærmelse. Hun var tæt på at rejse hjem med det samme.
I 1948 mødte hun, mens hun var på turné i New York, den franske bokser Marcel Cerdan. Han var gift og havde tre børn. Marcel Cerdan var nok den eneste blandt de mange bekendtskaber og forhold, som hun elskede for alvor (vel ud over sin store kærlighed, Dupont). Cerdan omkom ved et flystyrt på Azorerne 28. oktober 1949 på vej fra Paris for at møde hende i New York.
I 1951 blev den unge forfatter, komponist og entertainer Charles Aznavour hendes altmuligmand, der fungerede som sekretær, chauffør og fortrolig. 29. juli 1952 giftede hun sig med den franske sanger Jacques Pills, som hun blev skilt fra i 1956.
I 1953 kom hun på afvænning for morfinmisbrug. I 1956 optrådte hun i Carnegie Hall i New York.
Hun havde en affære med Georges Moustaki, med hvem hun var involveret i et alvorligt trafikuheld i 1958. Hendes psykiske problemer og hendes afhængighed af morfin forværredes. Hun indspillede sangen "Milord".
I 1959 fik hun et sammenbrud på scenen under en turné i New York. Hun gennemgik flere kirurgiske indgreb og var meget syg, da hun kom tilbage til Paris – uden Moustaki, som havde forladt hende.
I 1961 overtalte Bruno Coquatrix hende til at give en række koncerter på Olympia i Paris for at redde teatret fra økonomisk ruin. Blandt disse koncerter finder man nogle af de bedst huskede og mest bevægende i hendes karriere. Hun sang "Non, je ne regrette rien" – en sang, som på en ganske særlig måde tolkede hendes liv. Hun reddede teatret, men holdt sig kun oppe takket være store doser morfin.
I oktober 1962 giftede hun sig, i en alder af 46 år – nedslidt, syg og morfinist – med Théo Sarapo; en ung og smuk sanger på 26. Hun siger, at hun ind i mellem opfatter ham som "en søn, der våger over sin syge, gamle mor". De synger duet med sangen "À quoi ça sert l'amour?".
I begyndelsen af 1963 indspillede hun sin sidste sang: "L'Homme de Berlin".

### En død i ubemærkethed
Édith Piaf døde 10. oktober 1963 i Plascassier i nærheden af Grasse i Alpes-Maritimes i en alder af 47 år, nedslidt af et hårdt liv, af morfinen og af et helt livs lidelser. Hendes kiste blev ført til Paris uden de lovbefalede formaliteter i al ubemærkethed, og hendes bortgang offentliggjordes først 11. oktober i Paris, samme dag, som hendes ven Jean Cocteau døde. Rygtet vil vide, at Cocteau, som Piaf til det sidste skrev med, tog sit eget liv, da han fik besked om hendes død.
Hun blev begravet på cimetière du Père-Lachaise, hvor et kæmpe følge af beundrere kom for at vise hende den sidste ære. Hendes ægtefælle Théo Sarapo, som døde i en bilulykke i 1970, er begravet ved hendes side.

### De mest kendte af hendes sange
- 1937: "Mon légionnaire", tekst af Raymond Asso og musik af Marguerite Monnot
- 1940: "L'Accordéoniste", tekst og musik af Michel Emer
- 1946: "Les trois cloches" med Les Compagnons de la chanson, tekst og musik af Jean Villard Gilles
- 1946: "La vie en rose", tekst af Édith Piaf, musik af Louiguy og Marguerite Monnot (ikke krediteret)
- 1947: "Une chanson à trois temps", tekst og musik af Anna Marly
- 1950: "Hymne à l'amour", tekst af Édith Piaf og musik af Marguerite Monnot
- 1951: "Padam... Padam...", tekst af Henri Contet og musik af Norbert Glanzberg
- 1954: "Sous le ciel de Paris", tekst af Jean Dréjac og musik af Hubert Giraud, fra filmen Sous le ciel de Paris af Julien Duvivier
- 1956: "L'Homme à la moto", oversat af Jean Dréjac (original: "Black Denim Trousers and Motorcycle Boots" af Jerry Leiber & Mike Stoller)
- 1956: "Les Amants d'un jour", tekst af Claude Delécluse og Michelle Senlis, musik af Marguerite Monnot
- 1957: "La Foule", tekst af Michel Rivgauche, sang frit efter "Que nadie sepa mi sufrir" (også under titlen: "Amor de mis Amores"), original musik af Ángel Cabral og original tekst af Enrique Dizeo
- 1958: "Mon manège à moi", tekst af Jean Constantin og musik af Norbert Glanzberg
- 1959: "Milord", tekst af Georges Moustaki og musik af Marguerite Monnot
- 1960: "Non, je ne regrette rien", tekst af Michel Vaucaire og musik af Charles Dumont
- 1960: "Mon Dieu", tekst af Michel Vaucaire og musik af Charles Dumont
- 1962: "À quoi ça sert l'amour", tekst og musik af Michel Emer